# Mãe d'Água
Mãe d'Água är en kommun i Brasilien.   Den ligger i delstaten Paraíba, i den östra delen av landet, 1 500 km nordost om huvudstaden Brasília. Antalet invånare är 4 019.
Omgivningarna runt Mãe d'Água är huvudsakligen savann. Runt Mãe d'Água är det glesbefolkat, med 16 invånare per kvadratkilometer.